# Erik Nørgaard
Erik Nørgaard Lykke (26. juli 1929 i Sorø - 8. september 2013) var en dansk journalist og forfatter.
Nørgaard var journalist ved Viborg Venstreblad, Randers Amtstidende og Fyens Venstreblad 1946–50, Information 1952–63 og Politiken 1963–70. I 1968 modtog han Cavlingprisen for sine dybtgående reportager om retsmaskineriet og sin humanistiske indstilling til de personer, som indfanges af dette maskineri.
I september 1970 modtog han PH-prisen på baggrund af en artikelserie om forholdene i danske fængsler. Begrundelsen lød "for hans stædige journalistiske indsats til fordel for samfundets svageste, hans kamp mod politiets og retsmaskineriets mekaniske arbejdsgang og ikke mindst hans seneste energiske forsøg på at rejse forståelse for en humanisering af vore fængsler og forvaringsinstitutioner".
Efter 1970 arbejdede han som freelance-journalist, afbrudt af periodiske ansættelser ved Danmark Radio. 
Nørgaards journalistik i 1960'erne var særpræget ved, at han havde et tæt samarbejde med forsvarsadvokater, blandt andre Jørgen Jacobsen i den såkaldte Mona-sag. 
Som en af de få af datidens journalister fik han lov til at blande reportage og kommentar.
Mogens Meilby skrev i 2001, at "Erik Nørgaard er måske den danske journalist, der i det 20. århundrede med sin journalistik har været årsag til de fleste ændringer i love og regler".
Nørgaard har skrevet over 50 bøger. En række af hans artikler er samlet og kommenteret i bogen Journalist på rettens vej. Af hans erindringsbøger handler Gyldne tider om tiden hos Information, og Ringen sluttet om tiden hos Politiken.

## Delvis bibliografi
1. Jazz, guldfeber og farlige damer (1965)
2. Med kærlig hilsen: det erotiske postkort (1968)
3. Hvem myrdede Mona (1972). Om Mona-sagen.
4. Drømmen om kærlighedens glæder (1972)
5. Generalens fald : striden mellem den civile og militære modstandsbevægelse under besættelsen. Bind 1 : Forræderiet mod sabotørerne (1973)
6. Generalens fald : striden mellem den civile og militære modstandsbevægelse under besættelsen. Bind 2 : Processen mod Land og Folk (1973)
7. Generalens fald : striden mellem den civile og militære modstandsbevægelse under besættelsen. Bind 3 : Mordet på løjtnant Skov (1974)
8. Nogen kalder os glædespiger (fotografier af Jesper Høm) (1975)
9. Partisanen Jesus (1975).
10. Hvem var Jesus (1977).
11. Mordet på stranden (1979). Fiktion
12. Død på en varm onsdag (1979). Fiktion
13. Truslen om krig. Komintern, Folkefront og 5. kolonne. Fra Hitlers magtovertagelse til den spanske borgerkrig. (1985) Bogan. Om Sherman-Mink-sagen.
14. Hvad enhver kvinde bør vide (1985)
15. Smertens vellyst (1985)
16. Da bedstemor gik i vandet (1987). Om badelivets historie.
17. Franske postkort (1989)
18. Den smukke husassistent (1990)
19. Hvordan får jeg fat i en mand? (2001)
20. Hvordan får jeg fat i en dame? (2001)

## Henvisning
1. 1 2  Mogens Meilby, Erik Nørgaard (2001). Journalist på rettens vej. Forlaget Ajour. ISBN 87-89235-48-7.